# Hymenocardia ulmoides
Hymenocardia ulmoides là một loài thực vật có hoa trong họ Diệp hạ châu. Loài này được Oliv. mô tả khoa học đầu tiên năm 1873.